# Юдикаэль Беранже (граф Ренна)
Юдикаэль (Юэль) Беранже (Беренгер) (фр. Judicaël Bérenger, брет. Juhel, Judhel, Judhael; ум. ок. 970) — граф Ренна с ок. 920.

## Происхождение
Происхождение Юдикаэля Баранже в современных ему источниках не упоминается. В составленной в XI—XII веке в монастыре Сен-Серж д’Анжер генеалогии, Юдикаэль Беранже показан сыном Паскветена, графа Ванна и Нанта. Однако подтверждений этой генеалогии не существует. Также неясно, каким образом в этот документ попало имя Беранже.
Позже историк Пьер Ле Бо в своём труде «Cronicques & Ystoires des Bretons» привёл следующую версию происхождения Юдикаэля Беранже:
I. Модеран — граф Ренна, зять короля Саломона.
II. Саломон — граф Ренна.
III. Беранже
IV. Юдикаэль Беранже
Однако достоверность этой генеалогии поставил под сомнение ещё в XVIII веке бенедиктинец Дом Лобино в своём труде «Histoire de Bretagne», поскольку она не имела никакого документального подтверждения и ни в каких документах не упоминались имена графов Ренна Модерана и Саломона.
Следующую попытку установить происхождение Юдикаэля Беранже предпринял Артур де Ла Бордери. Вслед за Лобио он отказался от предложенной Пьером Ле Бо генеалогии. Отцом Юдикаэля Баранже он считал графа Беранже, предполагая, что тот был сыном графа Ренна Гурвана и братом графа Юдикаэля. Однако никакого документального подтверждения данной теории также не существует.
В настоящее время наибольшее распространение получила гипотеза, выдвинутая в 1984 году Юбером Жиллотелем и Андре Шадевиллем, в основе которой были положены ономастические изыскания, которые провели Кристиан Сеттипани и Катарина Кеац-Роэн. Основываясь на том, что имя Беранже (Беренгер) имело франкское происхождения, было высказано предположение о франкском происхождении отца Юдикаэля. В качестве его возможного предка рассматривается граф Байё и маркиз Нейстрии Баранже II, дочерью которого некоторые источники называют Поппу, жену первого герцога Нормандии Роллона. У Беранже, возможно, существовал сын (имя его неизвестно, но не исключено, что его звали тоже Беранже), который был женат на дочери графа Гурвана и сестре графа Юдикаэля. Их сыном, предположительно, и был Юдикаэль Беранже.

## Биография
Впервые в источниках Юдикаэль Беранже появляется в 922 году, когда он направил послание королю Западно-Франкское королевство Роберту I. В 931 году Юдикаэль Беранже с титулом «consul» (граф) упомянут в дарственной хартии аббатству Редон. В этом же году он участвовал в мятеже бретонцев против норманнов, контролировавших Бретань. Мятеж был подавлен нормандским герцогом Гильомом I, который достаточно снисходительно отнёсся к Юдикаэлю Беранже, возможно, своему двоюродному брату.
В 939 году Юдикаэль Беранже в битве при Тране (фр.) в союзе с графом Нанта Аленом II одержал победу над норманнами. Однако в 944 году он поссорился с Аленом и бывшие союзники начали междоусобную войну, которой воспользовались норманны, разграбившие Бретань. Этот набег заставил воюющие стороны заключить мир.
Смерть Алена в 952 году сделала Юдикаэля Беранже самым могущественным феодалом в Бретани. В Нанте и Ванне Алену наследовал несовершеннолетний сын Дрого, опекуном которого был граф Труа Тибо Старый, который был вынужден принести вассальную присягу Юдикаэлю Беранже. Однако к 960 году над самим Юдикаэлем Беранже, пребывавшим в старческом возрасте, была учреждена опека. Опекуном стал епископ Доля Викоэн.
В период своего понтификата папа римский Иоанн XIII направил послание бретонским графам «Беранже и его сыну Конану». Из этого видно, что в это время сын Беранже был его соправителем. Это последнее упоминание Беранже, который умер около 970 года. Ему наследовал сын Конан I Кривой.

## Брак и дети
Имя жены Юдикаэля Беранже в современных ему документах не упоминается. Однако существует версия, что его жену звали Герберга и она была дочерью герцога Алена II от первого брака с Роскиллой, дочерью Фулька I, графа Анжу. От этого брака родился как минимум один сын:
- Конан I Кривой (ум. 992), граф Ренна, граф Нанта и герцог Бретани с 990

Кроме того, в некоторых источниках Юдикаэлю Беранже приписывается ещё двое детей:
- Меэн I (ум. 1020), сеньор де Фужер, родоначальник сеньоров де Фужер
- Эножюен; муж: Тристан (ум. 1045), сеньор де Витр